# Subbelba kushiroensis
Subbelba kushiroensis är en kvalsterart som först beskrevs av Enami och Aoki 200.  Subbelba kushiroensis ingår i släktet Subbelba och familjen Damaeidae. Inga underarter finns listade i Catalogue of Life.